# Der letzte Mann
Der letzte Mann (br: A última gargalhada / pt: O últimos dos homens) é um filme alemão de 1924, do gênero Kammerspiel, dirigido por Friedrich Wilhelm Murnau e escrito por Carl Mayer.

## Sinopse
Emil Jannings interpreta um porteiro em um hotel de luxo em Berlim que, em virtude da idade, é removido de sua função prestigiosa e passa a trabalhar como atendente de banheiro. A mudança o faz enfrentar o escárnio dos amigos, a rejeição da família e seu orgulho ferido.